# Sorptionsisotherme

Adsorptionsisothermen verschiedener Stoffe bei 20 °C

Eine Sorptionsisotherme beschreibt den Gleichgewichtszustand der Sorption eines Stoffes bei konstanter Temperatur.
Bei Adsorption besteht für eine Substanz (das Adsorbat) ein Gleichgewicht zwischen Atomen/Molekülen die sich in einer Gasphase befinden oder in einem Lösungsmittel gelöst sind und solchen, die an einer Grenzfläche des Adsorptionsmittels (=Adsorbens) adsorbiert sind. Adsorptionsisothermen ordnen die bei konstanter Temperatur an der Oberfläche gebundene Menge des Sorbates seinem Partialdruck in der Gasphase bzw. seiner Konzentration in der Lösung zu.
Adsorptionsisothermen werden experimentell durch Adsorptionsversuche ermittelt. D. h., ein unbeladenes Adsorptionsmittel wird in Kontakt mit einer Gasphase oder Lösung gebracht, die das betrachtete Sorbat enthält, und die adsorbierte Menge als Funktion des Partialdruckes bzw. der Konzentration bestimmt.
Ein einfaches Experiment kann allerdings i. d. R. nicht zwischen Absorption und Adsorption unterscheiden. 
Zur Ermittlung einer Desorptionsisotherme wird ein beladener Sorbent mit einer unbeladenen Lösung in Kontakt gebracht. Wenn Adsorptions- und Desorptionsisotherme nicht identisch sind, spricht man von einer Adsorptions-Desorptionshysterese. Das bedeutet, dass ein beladenes Adsorptionsmittel ein anderes Verhältnis von Partialdruck zu Beladung aufweist (also auch eine andere relative Gleichgewichtsfeuchte), je nachdem, ob aktuell eine Adsorption (d. h. der Partialdruck erhöht sich) oder ob eine Desorption stattfindet. 
Bei der Desorption von Wasser auf Silicagel beispielsweise reduziert sich die Beladung bei Verringerung des Partialdrucks auf den Ausgangswert nicht mehr auf den ursprünglichen Wert. Entweder müsste also der Partialdruck weiter reduziert oder das Silicate erwärmt werden, um es auf die ursprüngliche relative Feuchtebeladung zu entwässern.
Die in mathematisch formulierten Adsorptionsisothermen enthaltenen Parameter können aus Messdaten mittels Regressionsanalysen gewonnen werden. Manche Adsorptionsisothermen sind empirisch ermittelt. Andere basieren auf kinetischen bzw. thermodynamischen Ableitungen. In der Literatur finden sich verschiedene Adsorptionsisothermen, die jeweils unter anderen Randbedingungen anwendbar sind.
Nachfolgend werden die am häufigsten verwendeten Isothermen beschrieben. Es existieren noch zahlreiche weitere, die oft Modifikationen der genannten Modelle sind. 
Die Menge des Adsorbats wird meist in einer der beiden folgenden Größen angegeben.
- Verhältnis von adsorbierter Menge zur Menge einer hypothetischen geschlossenen Monoschicht, {\displaystyle \Theta } oder
- Verhältnis von adsorbierter Menge zur Menge des Adsorptionsmittels, {\displaystyle q}.

{\displaystyle \Theta } ist dimensionslos, die Dimension von q richtet sich danach welche Größen wir zur Erfassung der jeweiligen Mengen verwenden. D. h. q kann dimensionslos sein oder die Dimensionen Masse/Volumen, Stoffmenge/Volumen, oder Stoffmenge/Masse haben. Man kann {\displaystyle \Theta } in q umrechnen, indem man es mit dem Produkt aus der Grenzflächenkonzentration einer geschlossenen Monoschicht {\displaystyle \Gamma _{\text{mono,max}}} des Adsorbates und der spezifischen Oberfläche des Adsorptionsmittels, {\displaystyle S}, multipliziert:
{\displaystyle q=\Theta \cdot \Gamma _{\text{mono,max}}\cdot S}
In den u. a. Formeln ist als Maß für die adsorbierte Menge {\displaystyle q} verwendet, in der Literatur wird jedoch mit der gleichen Berechtigung links des Gleichheitszeichens {\displaystyle \Theta } anstelle von {\displaystyle q}  verwendet und die Terme rechts des Gleichheitszeichens unverändert gelassen. Zahlenwerte und Dimensionen der entsprechenden Parameter ändern sich entsprechend.

## Lineare Isotherme
{\displaystyle q=K_{\text{H}}\cdot C_{\text{eq}}}

Sorptionsisotherme nach Henry mit K_{H} = 2.5

- q – Beladung des Sorbents (Masse Sorbat bezogen auf Masse Sorbent)
- KH – Henry-Koeffizient
- Ceq – Konzentration des Sorbats in Lösung

Lineare Isothermen sind stark vereinfachend und treffen den tatsächlichen Verlauf zumeist nur im Bereich niedriger Konzentrationen.
Speziell bei der Sorption von Gasen in Flüssigkeiten werden sie auch als Henry-Isothermen bezeichnet. Siehe auch: Henry-Gesetz.

## Freundlich-Isotherme
{\displaystyle q=K_{\text{F}}\cdot C_{\text{eq}}^{n}}

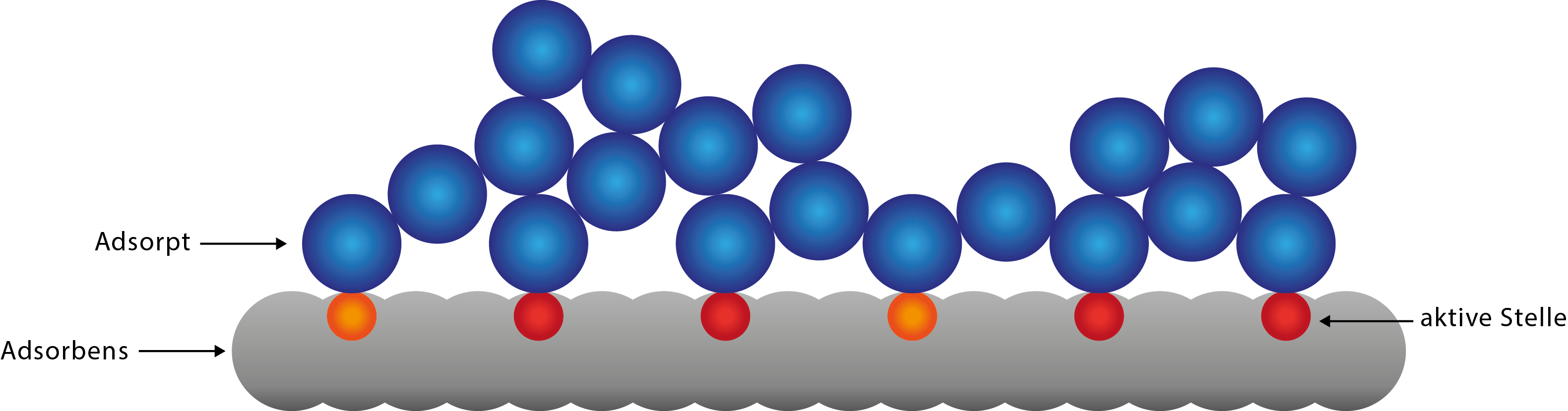
Schema der Freundlich-Adsorption. Aktive Stellen können in mehr (rot) oder weniger (orange) aktive Stellen unterschieden werden.

Freundlich-Isotherme mit K_{F} = 4, n = 1/3

- q – Beladung des Sorbents (Masse Sorbat bezogen auf Masse Sorbent)
- KF – Freundlich-Koeffizient
- Ceq – Konzentration des Sorbats in Lösung
- n – Freundlich-Exponent

Freundlich-Isothermen (nach dem deutschen Chemiker Herbert Freundlich) berücksichtigen, dass bei stärkerer Beladung der Sorptionsoberflächen des Sorbenten weniger Sorbat aufgenommen werden kann. Aufgrund der Zunahme der Beladung nach einem Potenzgesetz kann jedoch eine vollständige Beladung der Oberflächen nicht abgebildet werden.
Dies ist praktisch für Isothermen der Fall, in dem der Sättigungsdruck des Adsorbens vergleichsweise hoch ist, oder nicht erreicht werden kann (superfluide Medien). Die Freundlich-Isotherme ist eine spezielle Form der Zeldowitsch-Isotherme.

## Langmuir-Isotherme
{\displaystyle q=q_{\mathrm {mono,max} }\cdot {\frac {K\cdot C_{\mathrm {eq} }}{1+K\;C_{\mathrm {eq} }}}}

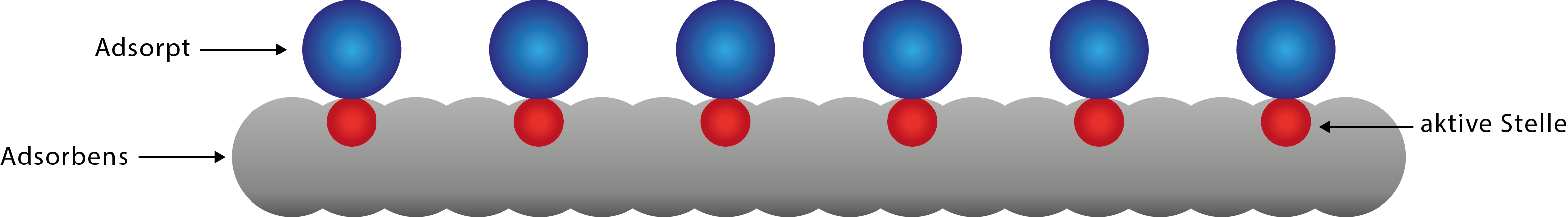
Schema der Langmuir-Adsorption. Die aktiven Stellen (rot) sind gleichwertig und können maximal nur monomolekular besetzt werden.

Langmuir-Isotherme mit K_{L} = 2

- q – Relative Bedeckung des Sorbents (Anzahl adsorbierter Teilchen bezogen auf die Anzahl von Adsorptionsplätzen)
- {\displaystyle q_{\mathrm {mono,max} }} – der Wert,  den {\displaystyle q} annimmt,  wenn das Adsorptionsmittel mit einer geschlossenen Monoschicht des Adsorbates bedeckt ist
- K – Langmuir-Sorptionskoeffizient
- Ceq – Konzentration des Sorbats in Lösung

Die Langmuir-Isotherme [ˈlæŋmjʊə-; nach dem amerikanischen Physiker Irving Langmuir] ist das einfachste Adsorptionsmodell, das die vollständige Adsorption auf einer Oberfläche beschreibt. Es wird angenommen, dass die Anlagerung in einer einzelnen homogenen molekularen Schicht stattfindet und keine Wechselwirkungen zwischen benachbarten Sorptionsplätzen und den adsorbierten Teilchen auftreten. 
Die Annahme gleichwertiger Sorptionsplätze und einer homogenen Oberfläche, fordert für die Adsorptionswärme einen linearen Anstieg des Integrals dieser Größe mit der Beladung des Adsorbens. In den meisten Fällen ist jedoch eine Abnahme der differentiellen Adsorptionsenthalpie mit zunehmender Beladung aufgrund einer heterogenen Oberfläche zu beobachten, die von der Freundlich-Isotherme oft besser wiedergegeben wird.

## Frumkin-Isotherme
{\displaystyle q=q_{\mathrm {mono,max} }\cdot {\frac {C_{\mathrm {eq} }\cdot k\cdot \exp \left(-b\cdot q\right)}{1+C_{\mathrm {eq} }\cdot k\cdot \exp \left(-b\cdot q\right)}}}

## Brunauer-Emmett-Teller, (BET)-Modell
{\displaystyle q=q_{\mathrm {mono,max} }\cdot {\frac {K{\frac {C_{\mathrm {eq} }}{C_{\text{sat}}}}}{(1-{\frac {C_{\mathrm {eq} }}{C_{\mathrm {sat} }}})\cdot \left(1+(K-1)\cdot {\frac {C_{\mathrm {eq} }}{C_{\mathrm {sat} }}}\right)}}}

BET-Isotherme mit K = 30, q_{max} = 5 und C_{sat} = 6.3

- q – Beladung des Sorbents (Masse Sorbat bezogen auf Masse Sorbent)
- K – Sorptionskoeffizient
- {\displaystyle q_{\mathrm {mono,max} }} – der Wert,  den {\displaystyle q} annimmt,  wenn das Adsorptionsmittel mit einer geschlossenen Monoschicht bedeckt ist
- Ceq – Konzentration des Sorbats in Lösung
- Csat – Löslichkeit des Sorbats

Das BET-Modell [nach Stephen Brunauer, Paul Hugh Emmett und Edward (Ede) Teller] erweitert die Langmuir-Isotherme um das Verhalten bei hoher Konzentration des Sorbats nahe der Löslichkeit bzw. Sättigungskonzentration. Grundlage des Modells ist die Annahme, dass eine Adsorptionsstelle mehrere, bis zu unendlich viele Moleküle binden kann. Die Beladung kann daher ins Unendliche steigen. Das Modell findet bei der BET-Messung in der Oberflächenchemie Anwendung.

## Weitere Modelle
Weitere bekannte Modelle zur Beschreibung des Gleichgewichts von Adsorption und Desorption sind das auf der Potentialtheorie beruhende Modell von Dubinin bzw. Dubinin und Raduschkewitsch, die Toth-Isotherme, die sich im einfachsten Fall in die Langmuir-Isotherme überführen lässt, sowie das Modell von Talu und Meunier, mit dem beispielsweise die Adsorption von Wasser an Aktivkohle beschrieben werden kann.

## Herleitung der Langmuir-Isotherme
Auf der Oberfläche sei eine bestimmte Anzahl an Bindungsstellen vorhanden, die jeweils mit höchstens einem Molekül belegt sein können.
Es sei
- {\displaystyle A_{\mathrm {gesamt} }} = die Gesamtoberfläche des Adsorptionsmittels
- {\displaystyle A_{1}} = die belegte Oberfläche des Adsorptionsmittels
- {\displaystyle A_{0}=A_{\mathrm {gesamt} }-A_{1}}  = die nicht belegte Oberfläche des Adsorptionsmittels
- {\displaystyle \Gamma _{\mathrm {mono,max} }} = die Grenzflächenkonzentration der adsorbierten Moleküle, wenn diese eine geschlossene Monoschicht bilden
- {\displaystyle \Gamma _{1}=\Gamma _{\mathrm {mono,max} }\cdot {\frac {A_{1}}{A_{\mathrm {gesamt} }}}} = die Grenzflächenkonzentration der adsorbierten Moleküle,
- {\displaystyle \Gamma _{0}=\Gamma _{\mathrm {mono,max} }-\Gamma _{1}=\Gamma _{\mathrm {mono,max} }\cdot {\frac {A_{0}}{A_{\mathrm {gesamt} }}}}

= die Grenzflächenkonzentration der freien Bindungsstellen
- {\displaystyle p} = der Partialdruck der adsorbierenden gasförmigen Substanz
- {\displaystyle \Theta _{0}={\frac {A_{0}}{A_{\mathrm {gesamt} }}}={\frac {\Gamma _{0}}{\Gamma _{\mathrm {mono,max} }}}}

= das Verhältnis der nicht belegten Oberfläche zur Gesamtoberfläche
= das Verhältnis der Zahl der freien Bindungsstellen Moleküle zur Gesamtzahl der Bindungsstellen
- {\displaystyle \Theta _{1}={\frac {A_{1}}{A_{\mathrm {gesamt} }}}={\frac {\Gamma _{1}}{\Gamma _{\mathrm {mono,max} }}}}

= das Verhältnis der belegten Oberfläche zur Gesamtoberfläche
= das Verhältnis der Zahl der Bindungsstellen, an denen genau ein Molekül gebunden ist zur Gesamtzahl der Bindungsstellen.
- {\displaystyle \Theta } = das Verhältnis der Gesamtzahl der gebundenen Moleküle zur Gesamtzahl der Bindungsstellen.

= das Verhältnis der Menge an adsorbierten Molekülen zur Menge an Molekülen in einer geschlossenen Monoschicht.
Aus der Flächenbilanz ergibt sich:
{\displaystyle \Theta _{0}+\Theta _{1}=1}
Aus der Mengenbilanz ergibt sich:
{\displaystyle \Theta =\Theta _{1}}
Im Rahmen der Langmuir Adsorptionsisotherme kann {\displaystyle \Theta } Werte zwischen 0 und 1 annehmen.

Beschreibung des Adsorptionsgleichgewichts mittels des Massenwirkungsgesetzes:
{\displaystyle K={\frac {A_{1}}{p\cdot A_{0}}}={\frac {A_{1}}{p\cdot (A_{\mathrm {gesamt} }-A_{1})}}}
{\displaystyle ={\frac {\Gamma _{1}}{p\cdot \Gamma _{0}}}={\frac {\Gamma _{1}}{p\cdot (\Gamma _{\mathrm {mono,max} }-\Gamma _{1})}}}
{\displaystyle ={\frac {\Theta _{1}}{p\cdot \Theta _{0}}}={\frac {\Theta _{1}}{p\cdot (1-\Theta _{1})}}}
und lösen nach  {\displaystyle \Theta _{1}} auf:
{\displaystyle \Theta =\Theta _{1}={\frac {p\cdot K}{1+p\cdot K}}}

Interessiert das Verhältnis von Menge des Adsorbates zur Menge an Adsorptionsmittel, {\displaystyle q}, so wird o. g. Gleichung mit dem Produkt aus {\displaystyle \Gamma _{\mathrm {mono,max} }} und der spezifischen Oberfläche, {\displaystyle S}, multipliziert.
{\displaystyle q={\frac {p\cdot K\cdot q_{\mathrm {mono,max} }}{1+p\cdot K}}}
mit: {\displaystyle q_{\mathrm {mono,max} }=S\cdot \Gamma _{\mathrm {mono,max} }}
In der Praxis wird häufig aus experimentellen Adsorptionsisothermen durch Parameteranpassung {\displaystyle q_{\mathrm {mono,max} }} und {\displaystyle K} ermittelt und auf die Bestimmung von {\displaystyle S} und {\displaystyle \Gamma _{\mathrm {mono,max} }} verzichtet.
Zur Betrachtung einer Adsorption aus einer Lösung wird in o. g. Gleichung der Partialdruck, {\displaystyle p}, durch die Konzentration der adsorbierenden Substanz in der Lösung, {\displaystyle c}, ersetzt. Dementsprechend ändert sich auch die Dimension der Gleichgewichtskonstante {\displaystyle K}

## Herleitung der Frumkin-Isotherme
Im Gegensatz zur vorherigen Ableitung gehen wir davon aus, dass die Bindungskonstante {\displaystyle K} von  {\displaystyle \Theta _{1}} abhängt und sich durch folgende Funktion beschreiben lässt:
{\displaystyle K=k\cdot \exp \left(-b\cdot \Theta _{1}\right)}
durch entsprechende Substitution in die Langmuir-Isotherme erhalten wir:
{\displaystyle \Theta ={\frac {p\cdot k\cdot \exp \left(-b\cdot \Theta _{1}\right)}{1+p\cdot k\cdot \exp \left(-b\cdot \Theta _{1}\right)}}}

## Herleitung der Brunauer-Emmett-Teller (BET) – Isotherme
Im Gegensatz zur Langmuir-Isotherme nehmen wir an, dass eine jede Bindungsstelle beliebig viele Moleküle binden kann.
Es sei:
- {\displaystyle j} = die Zahl der an eine Bindungsstelle gebundenen Moleküle
- {\displaystyle \Theta _{j}} = das Verhältnis der Zahl der Bindungsstellen an die genau {\displaystyle j} Moleküle gebunden sind zur Gesamtzahl der Bindungsstellen.

Wir beschreiben das Adsorptionsgleichgewicht mit dem Massenwirkungsgesetz.
Für die Bindung des ersten Moleküls postulieren wir eine Bindungskonstante {\displaystyle K_{1}}. Die Bindungskonstante für weiterer Moleküle, {\displaystyle K_{2\,{\text{bis}}\,\infty }} sei von {\displaystyle K_{1}} verschieden und nicht davon abhängig, wie viele Moleküle gebunden sind
{\displaystyle K_{1}={\frac {\Theta _{1}}{p\cdot \Theta _{0}}}\qquad (1)}
Für {\displaystyle j>1} :
{\displaystyle K_{2}={\frac {\Theta _{j}}{p\cdot \Theta _{j-1}}}\qquad (2)}
Somit ergibt sich:
{\displaystyle \Theta _{1}=K_{1}\cdot p\cdot \Theta _{0}}
{\displaystyle \Theta _{2}=K_{2}\cdot p\cdot \Theta _{1}=\Theta _{0}\cdot K_{1}\cdot p\cdot K_{2}\cdot p}
{\displaystyle \Theta _{3}=K_{2}\cdot p\cdot \Theta _{2}=\Theta _{0}\cdot K_{1}\cdot p\cdot {(K_{2}\cdot p)}^{2}}
{\displaystyle \Theta _{j}=K_{2}\cdot p\cdot \Theta _{j-1}=\Theta _{0}\cdot K_{1}\cdot p\cdot {(K_{2}\cdot p)}^{j-1}\qquad (3)}
Aus der Flächenbilanz ergibt sich:
{\displaystyle 1=\Theta _{0}+\sum _{j=1}^{\infty }\Theta _{j}\qquad (4)}
und somit
{\displaystyle 1=\Theta _{0}+\sum _{j=1}^{\infty }\Theta _{j}=\Theta _{0}+\sum _{j=1}^{\infty }\left(\Theta _{0}\cdot K_{1}\cdot p\cdot {(K_{2}\cdot p)}^{j-1}\right)=\Theta _{0}\left(1+K_{1}\cdot p\cdot \sum _{j=1}^{\infty }{(K_{2}\cdot p)}^{j-1}\right)=\Theta _{0}\left(1+K_{1}\cdot p\cdot \sum _{i=0}^{\infty }{(K_{2}\cdot p)}^{i}\right)\qquad (5)}
Unter Kenntnis der Lösungsformel für die unendliche geometrische Reihe
{\displaystyle \sum _{i=0}^{\infty }x^{i}={\frac {1}{1-x}}\qquad (6)}
Erhalten wir
{\displaystyle 1=\Theta _{0}\left(1+{\frac {K_{1}\cdot p}{1-K_{2}\cdot p}}\right)\qquad (7)}
Aus der Mengenbilanz ergibt sich:
{\displaystyle \Theta =\sum _{j=1}^{\infty }j\cdot \Theta _{j}\qquad (8)}
und somit
{\displaystyle \Theta =\Theta _{0}\cdot K_{1}\cdot p\cdot \sum _{j=1}^{\infty }\left(j\cdot {(K_{2}\cdot p)}^{j-1}\right)\qquad (9)}
Die im letzten Term enthaltene Reihe können wir auf die geometrische Reihe abbilden:
{\displaystyle \sum _{j=1}^{\infty }\left(jx^{j-1}\right)=\sum _{j=1}^{\infty }\left({\frac {d}{dx}}x^{j}\right)=\sum _{j=0}^{\infty }\left({\frac {d}{dx}}x^{j}\right)={\frac {\mathrm {d} }{\mathrm {d} x}}\sum _{j=0}^{\infty }x^{j}={\frac {\mathrm {d} }{\mathrm {d} x}}\left({\frac {1}{1-x}}\right)={\frac {1}{{\left(1-x\right)}^{2}}}\qquad (10)}
und erhalten
{\displaystyle \Theta =\Theta _{0}\cdot {\frac {K_{1}\cdot p}{{\left(1-K_{2}\cdot p\right)}^{2}}}\qquad (11)}
Kombinieren wie Mengen- und Flächenbilanz, erhalten wir :
{\displaystyle \Theta ={\frac {\Theta _{0}\cdot {\frac {K_{1}\cdot p}{{\left(1-K_{2}\cdot p\right)}^{2}}}}{\Theta _{0}\left(1+{\frac {K_{1}\cdot p}{1-K_{2}\cdot p}}\right)}}={\frac {K_{1}\cdot p}{\left(1-K_{2}\cdot p\right)\left(1-K_{2}\cdot p+K_{1}\cdot p\right)}}\qquad (12)}
Diese Gleichung geht für {\displaystyle K_{2}=0} in die Langmuir Adsorptionsisotherme über.
Die oben stehende Gleichung hat bei {\displaystyle K_{2}\cdot p=1} eine Polstelle. Dies bedeutete
- Nähert sich der Druck {\displaystyle p} dem Wert {\displaystyle 1/K_{2}} so wird die adsorbierte Menge unendlich hoch. D.h. Im Rahmen der BET-Adsorptionsisotherme kann {\displaystyle \Theta } Werte zwischen 0 und {\displaystyle \infty } annehmen.
- Werte von {\displaystyle p} > {\displaystyle 1/K_{2}} sind nicht sinnvoll.
- Man kann {\displaystyle 1/K_{2}} dem Gleichgewichtsdampfdruck einer kondensierten 3-dimensionalen Phase aus der  adsorbierenden Substanz, {\displaystyle p^{o}},  gleichsetzen.

Üblicherweise wird die BET-Isotherme in der folgenden Form geschrieben :
{\displaystyle \Theta ={\frac {K\cdot {\frac {p}{p^{o}}}}{\left(1-{\frac {p}{p^{o}}}\right)\cdot \left(1+{\frac {p}{p^{o}}}\cdot \left(K-1\right)\right)}}\qquad (13)}
mit: {\displaystyle p^{o}=1/K_{2}} und {\displaystyle K=K_{1}/K_{2}}

Interessiert uns das Verhältnis von Menge des Adsorbates zur Menge an Adsorptionsmittel, {\displaystyle q}, so müssen wir o. g. Gleichung mit dem Produkt aus {\displaystyle \Gamma _{\mathrm {mono,max} }} und der spezifischen Oberfläche, {\displaystyle S}, multiplizieren
{\displaystyle q=q_{\mathrm {mono,max} }\cdot {\frac {K\cdot {\frac {p}{p^{o}}}}{\left(1-{\frac {p}{p^{o}}}\right)\cdot \left(1+{\frac {p}{p^{o}}}\cdot \left(K-1\right)\right)}}\qquad (14)}
In der Praxis wird häufig aus experimentellen Adsorptionsisothermen durch Parameteranpassung {\displaystyle q_{\mathrm {mono,max} }} und {\displaystyle K} ermittelt und unter Verwendung von anerkannten Werten für {\displaystyle \Gamma _{\mathrm {mono,max} }} des verwendeten Gases die spezifische Oberfläche {\displaystyle S} des Adsorptionsmittels ermittelt. Hierzu wird auch oft die folgende Umstellung der o. g. Gleichung verwendet:
{\displaystyle {\frac {1}{q_{\mathrm {mono,max} }\cdot K}}+{\frac {K-1}{q_{\mathrm {mono,max} }\cdot K}}\cdot {\frac {p}{p^{o}}}={\frac {\frac {p}{p^{o}}}{q\cdot \left(1-{\frac {p}{p^{o}}}\right)}}\qquad (A)}
Trägt man {\displaystyle {\frac {\frac {p}{p^{o}}}{q\cdot \left(1-{\frac {p}{p^{o}}}\right)}}} gegen {\displaystyle {\frac {p}{p^{o}}}} auf und extrapoliert gegen {\displaystyle {\frac {p}{p^{o}}}\rightarrow 0}, so erhält man
{\displaystyle {\text{Achsabschnitt}}={\frac {1}{q_{\mathrm {mono,max} }\cdot K}}} ,
{\displaystyle {\text{Steigung}}={\frac {K-1}{q_{\mathrm {mono,max} }\cdot K}}}.
und
{\displaystyle {\text{Achsabschnitt}}+{\text{Steigung}}={\frac {1}{q_{\mathrm {mono,max} }}}}.
Daraus errechnet sich {\displaystyle S={\frac {q_{\mathrm {mono,max} }}{\Gamma _{\mathrm {mono,max} }}}}
Betrachten wir nicht eine Adsorption aus der Gasphase, sondern aus einer Lösung, ersetzten wir den Partialdruck, {\displaystyle p}, durch die Konzentration der adsorbierenden Substanz in der Lösung, {\displaystyle c} und den Sättigungsdampfdruck, {\displaystyle p^{o}} durch die Sättigungskonzentration {\displaystyle c_{\mathrm {sat} }}.
Begrenzte Höhe bzw. Volumen der Adsorption:

steht für die Adsorption nur eine begrenzte Höhe zur Verfügung, lässt man den Zählindex in (6) bzw. (10) nicht bis unendlich, sondern nur bis zu einer endlichen Zahl, n, gehen und erhält die folgende Partialsumme der geometrischen Reihe:
{\displaystyle \sum _{i=0}^{n}x^{i}={\frac {1-x^{n+1}}{1-x}}\qquad (6a)}
{\displaystyle {\frac {\mathrm {d} }{\mathrm {d} x}}\sum _{j=0}^{n}x^{j}={\frac {\mathrm {d} }{\mathrm {d} x}}{\frac {1-x^{n+1}}{1-x}}={\frac {-(n+1)x^{n}+nx^{n+1}+1}{(1-x)^{2}}}\qquad (10a)}
aus Gleichung (13) wird dadurch
{\displaystyle \Theta ={\frac {\left(K\cdot {\frac {p}{p^{o}}}\right)\cdot \left(1-\left(n+1\right){\left({\frac {p}{p^{o}}}\right)}^{n}+n\cdot {\left({\frac {p}{p^{o}}}\right)}^{n+1}\right)}{\left(1-{\frac {p}{p^{o}}}\right)\cdot \left(1+\left(K-1\right)\cdot {\frac {p}{p^{o}}}-K\cdot {\left({\frac {p}{p^{o}}}\right)}^{n+1}\right)}}\qquad (B)}